# Jak II: Renegade
Jak II: Renegade är ett plattformsspel till Playstation 2, utvecklat av spelföretaget Naughty Dog och utgivet av Sony Computer Entertainment. Spelet släpptes i oktober 2003 och är det andra spelet i serien om Jak and Daxter.